# ナギイカダ
ナギイカダ（梛筏、学名：Ruscus aculeatus）はスズラン亜科の常緑小低木。地中海沿岸原産で観賞用に栽培される。
葉は退化して微小な鱗片のようになり、葉に見える部分は末端の茎が葉のように扁平になったものである。先は鋭いとげ状になっている。この葉状茎の上に花が1個つく。雌雄異株で、花は春から夏に咲き、冬に赤い果実をつける。
和名は葉が似ている針葉樹のナギと葉の上に花の咲くハナイカダを合わせたもの。
ナギイカダ属とSemele、Danaëの3属9種（いずれも葉が退化している）は特異な形態から独立の科、ナギイカダ科「Ruscaceae」とする説が以前からある（ダールグレン体系など）。APG植物分類体系ではナギイカダ科にスズラン、ドラセナなどを含めているが、これは日本語では普通スズラン科と呼ばれている（広義ナギイカダ科ともいう）。

## 特徴
非常に高い耐陰性を持つ。アオキやハランなどの耐陰性が高いとされる他の植物が耐えられない程の照度の低い場所でも生育が可能。